# Alfa Romeo P1
L'Alfa Romeo P1 est un modèle d'automobile sportive créée par Giuseppe Merosi, produite par Alfa Romeo de 1923 à 1924 et destinée à concourir en Grands Prix. 

## Histoire
Trois voitures devaient participer au Grand Prix d'Italie en 1923 conduites par Antonio Ascari Numéro de course  6 , Giuseppe Campari Numéro de course  12  et Ugo Sivocci Numéro de course  17 . Cependant, le décès de ce dernier durant son entraînement à la suite d'un accident provoqua le retrait des trois voitures de la compétition.  